# Spaniel

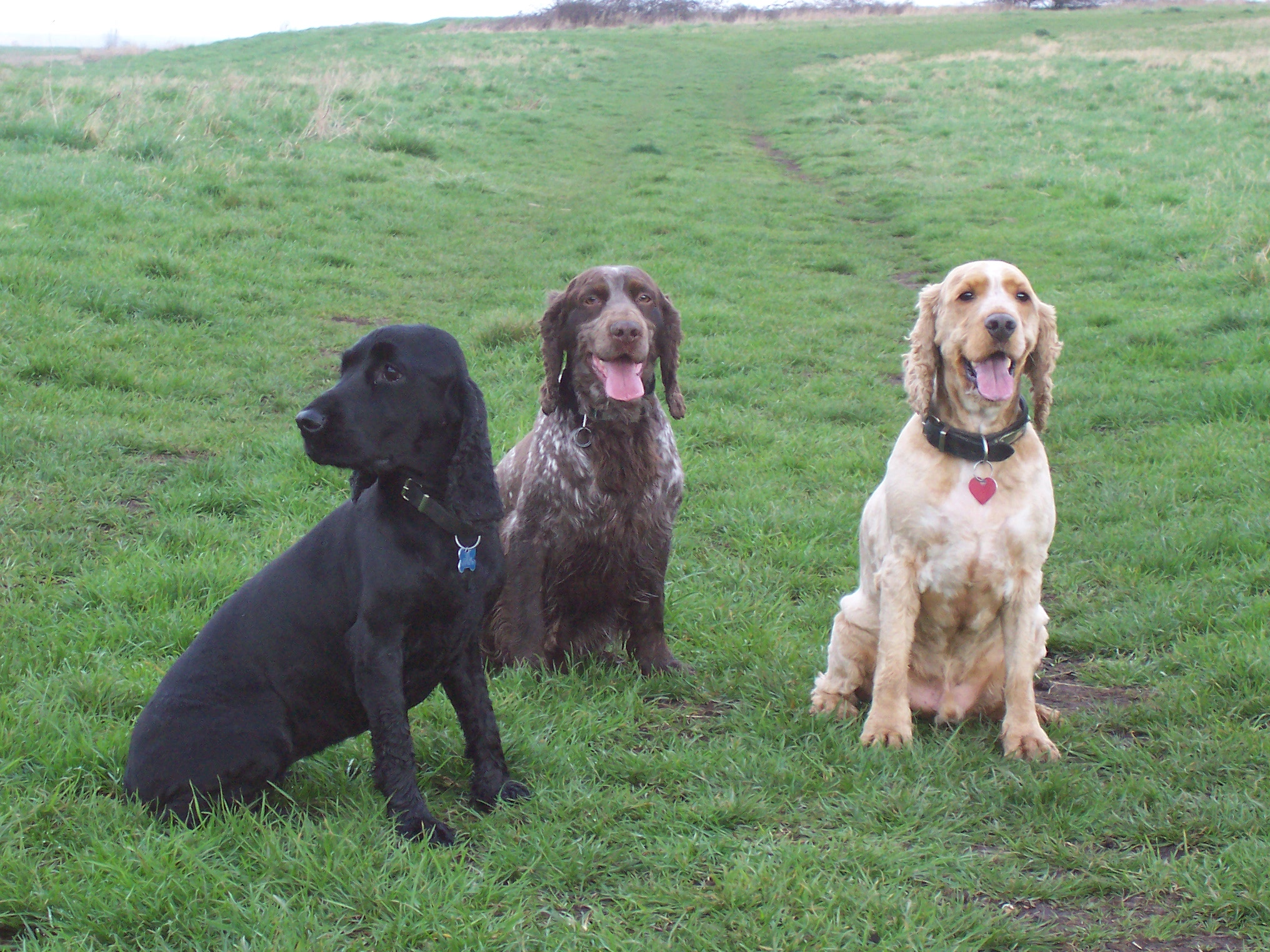
Tres ejemplares de la raza cocker spaniel inglés.

El término spaniel se aplica para referirse a diferentes razas de perros de caza, generalmente de tamaño mediano o pequeño, orejas colgantes, anchas y grandes, y hocico ancho. Todo el cuerpo está cubierto de pelo largo y ondulado y cara y hocico con pelo corto.
Los spaniels fueron criados especialmente para hacer salir a la presa de la maleza más densa. Su uso principal ha sido como perros cobradores en la caza de aves, sobre todo de gallinetas, becadas, codornices y perdices, buscándolas primero y, tras ser abatidas, recogiéndolas y entregándoselas al cazador. También fueron usados principalmente como perros levantadores, haciendo salir a las piezas de caza de su escondite para que el cazador pueda dispararles.

## Etimología
El término spaniel deriva del francés épagneul, y éste del francés antiguo que significa ‘español’, debido a que los ancestros de la mayoría de estas razas de perros se originaron en España.

## Historia
Se admite de forma generalizada que los orígenes más antiguos de los spaniels son perros cazadores procedentes de la península ibérica que llegaron a las islas británicas como regalo a reyes y nobles por parte de la nobleza española.
En la primera exposición canina celebrada en Inglaterra, sólo se admitían perros de razas pointer o spaniel. Es a partir de este momento cuando los distintos tipos de spaniels comienzan a diferenciarse de una forma mucho más acusada apareciendo los primeros estándares de raza.

## Razas
La FCI reúne a las distintas razas spaniel en el Grupo VIII, perros levantadores de caza. Existen dos razas que llevan el nombre de spaniel pero que están englobadas dentro de los Perros de agua. También existen algunas razas spaniel de pequeño tamaño que están incluidas en el Grupo IX, dentro de las secciones 7, 8 y 9 utilizadas de forma exclusiva como perros de compañía. El American Kennel Club incluye la mayoría de razas en el grupo deportivo, aunque también se incluyen razas en los grupos no deportivo y toy.

### Perros de muestra continentales de tipo Spaniel

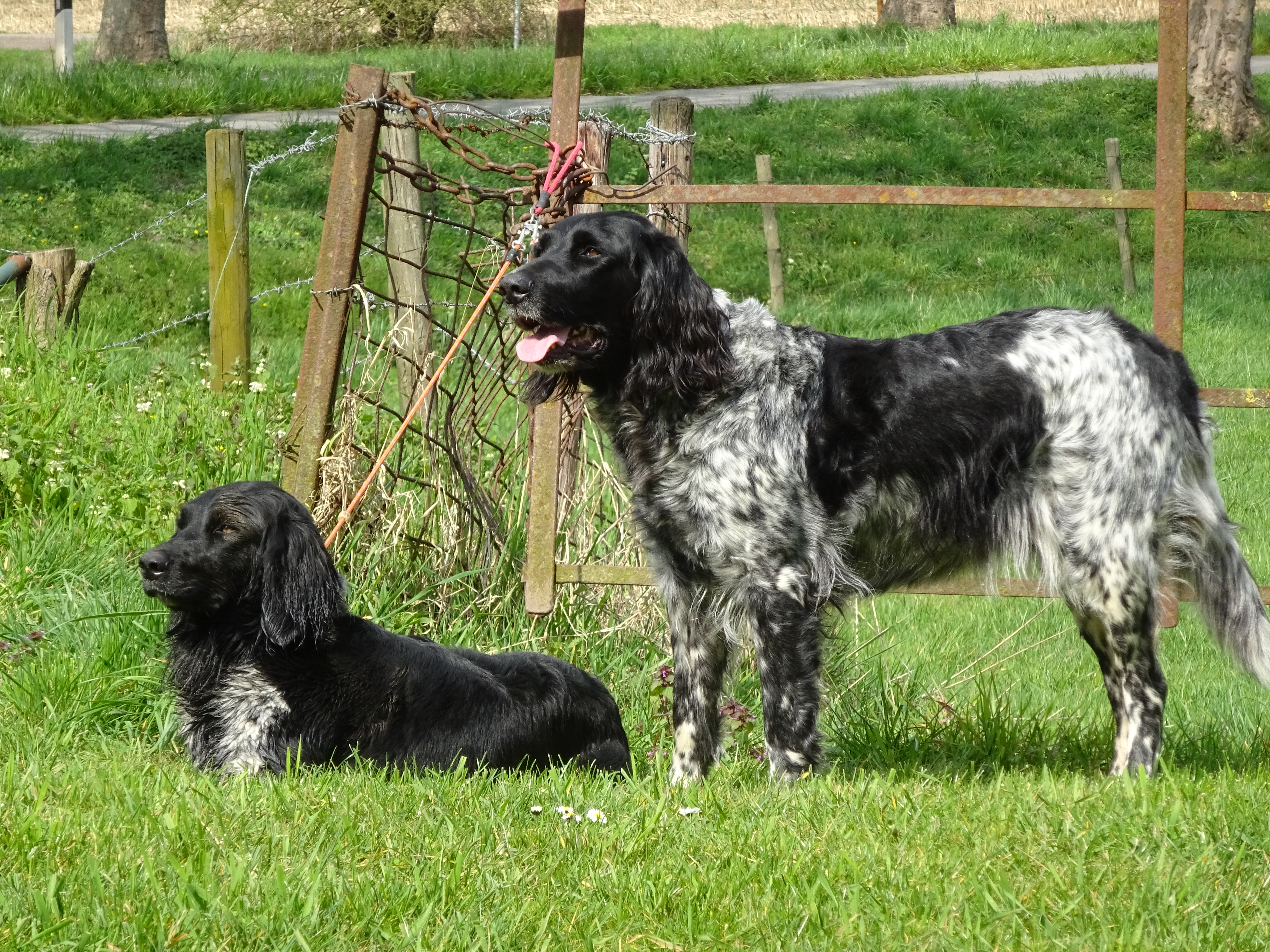
Münsterländer grande
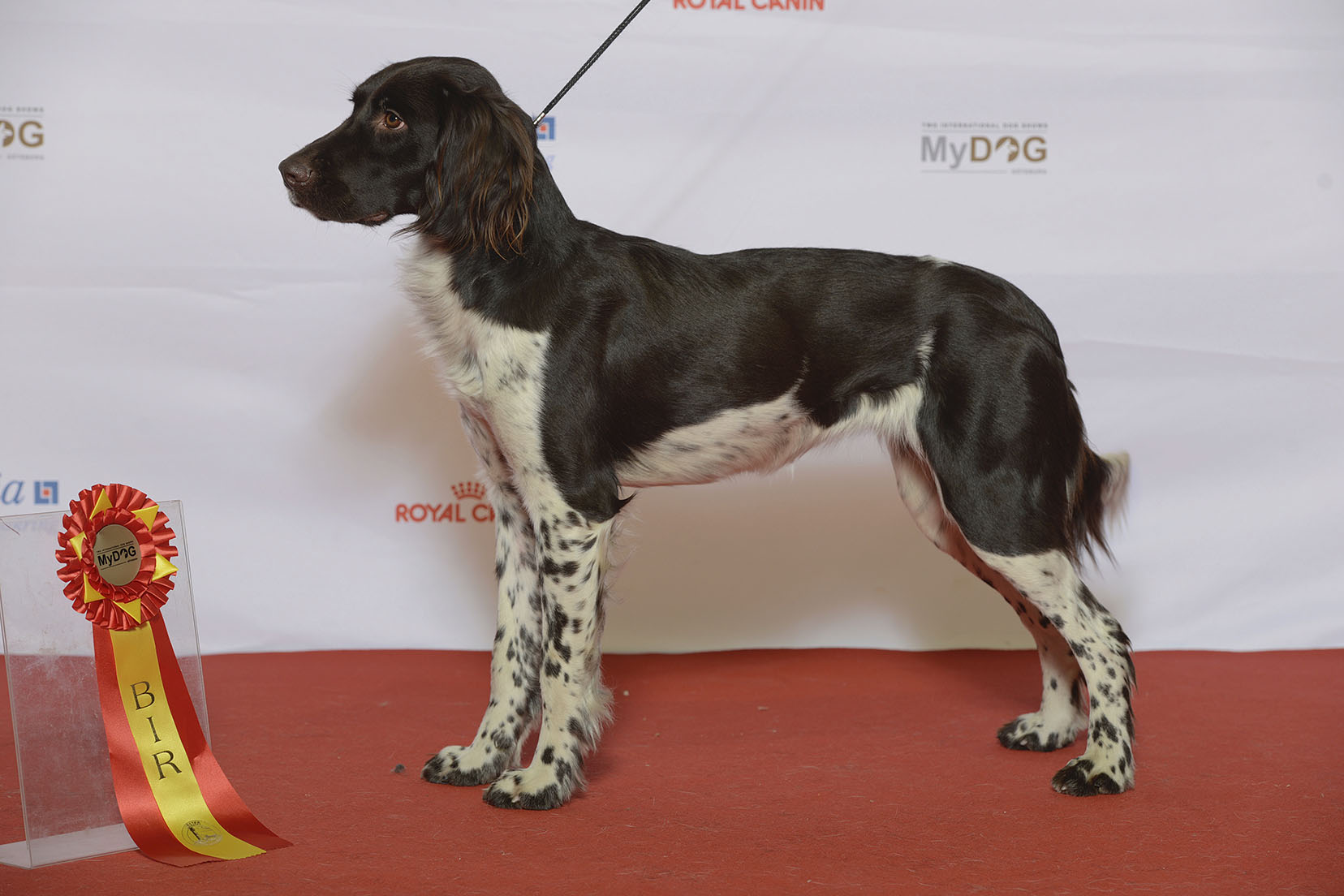
Münsterländer pequeño
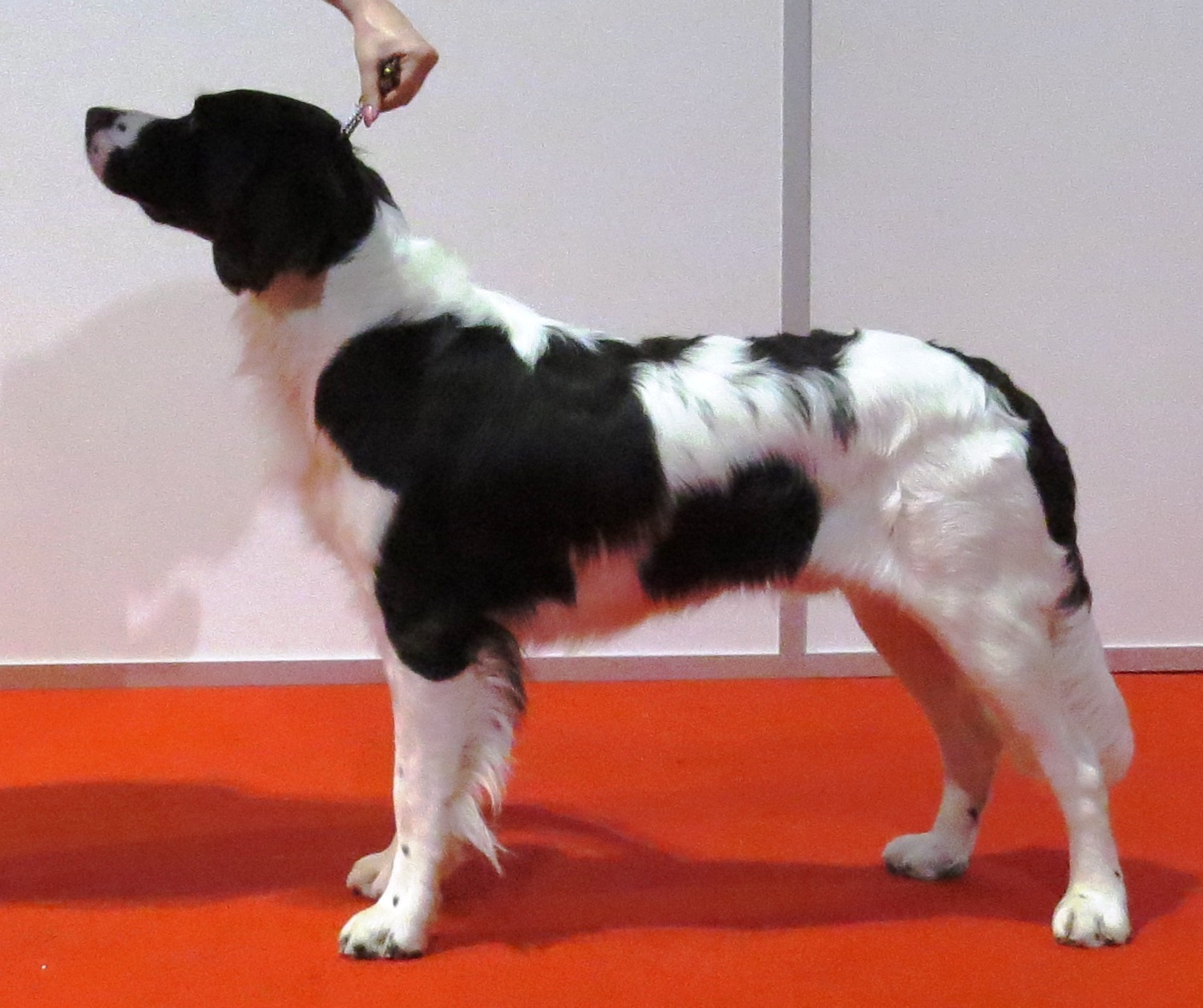
Perdiguero de Drente
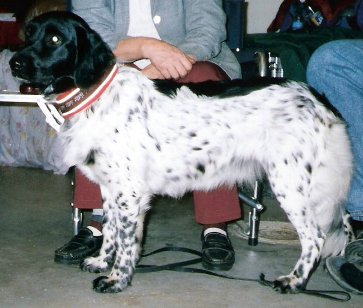
Perdiguero frisón
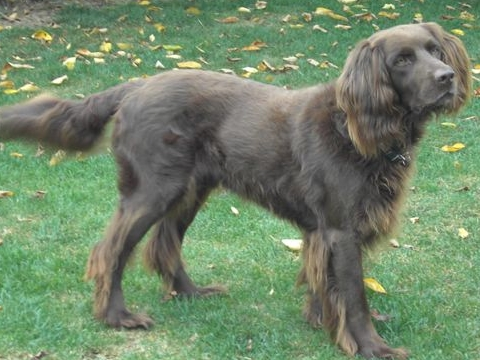
Perro de muestra alemán de pelo largo
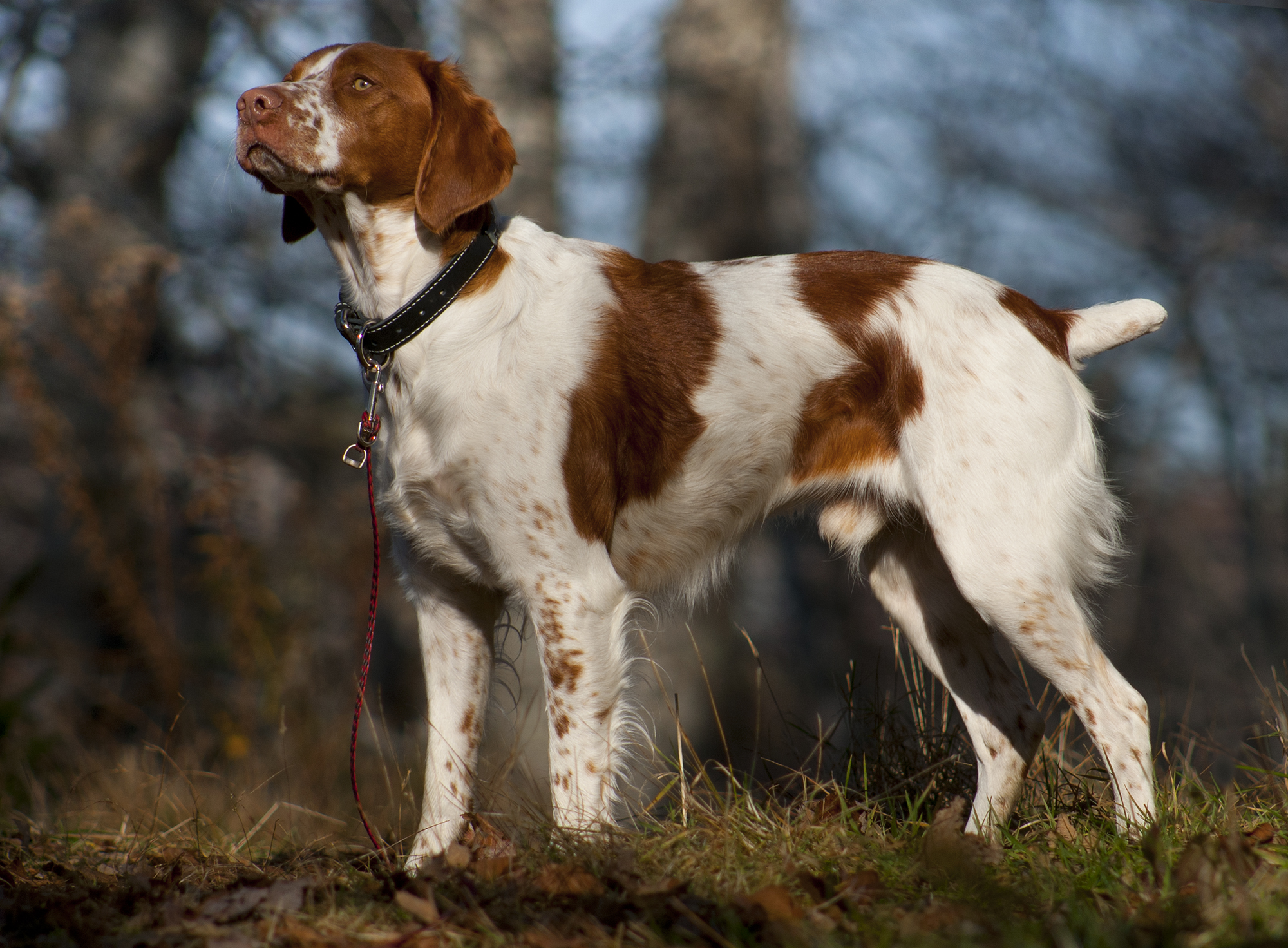
Spaniel bretón
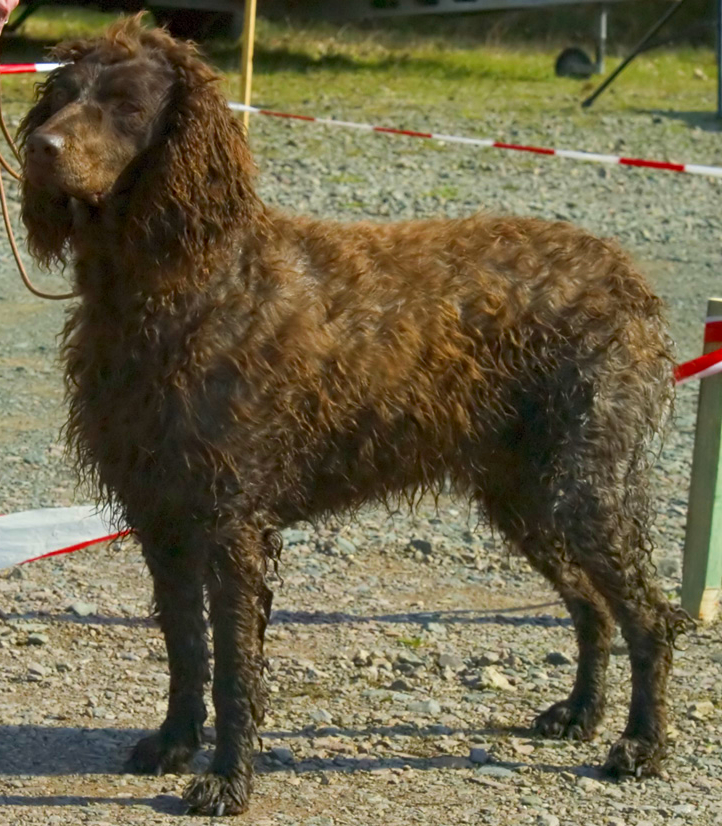
Spaniel de Pont-Audemère
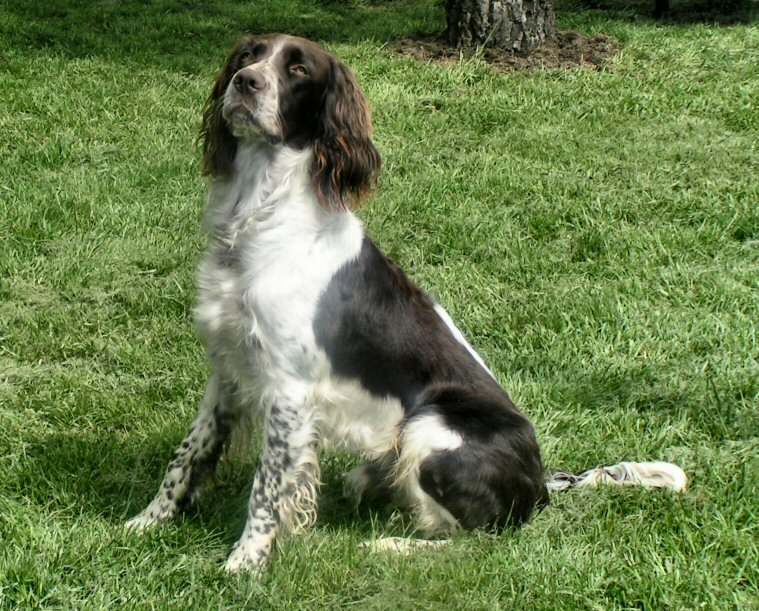
Spaniel francés
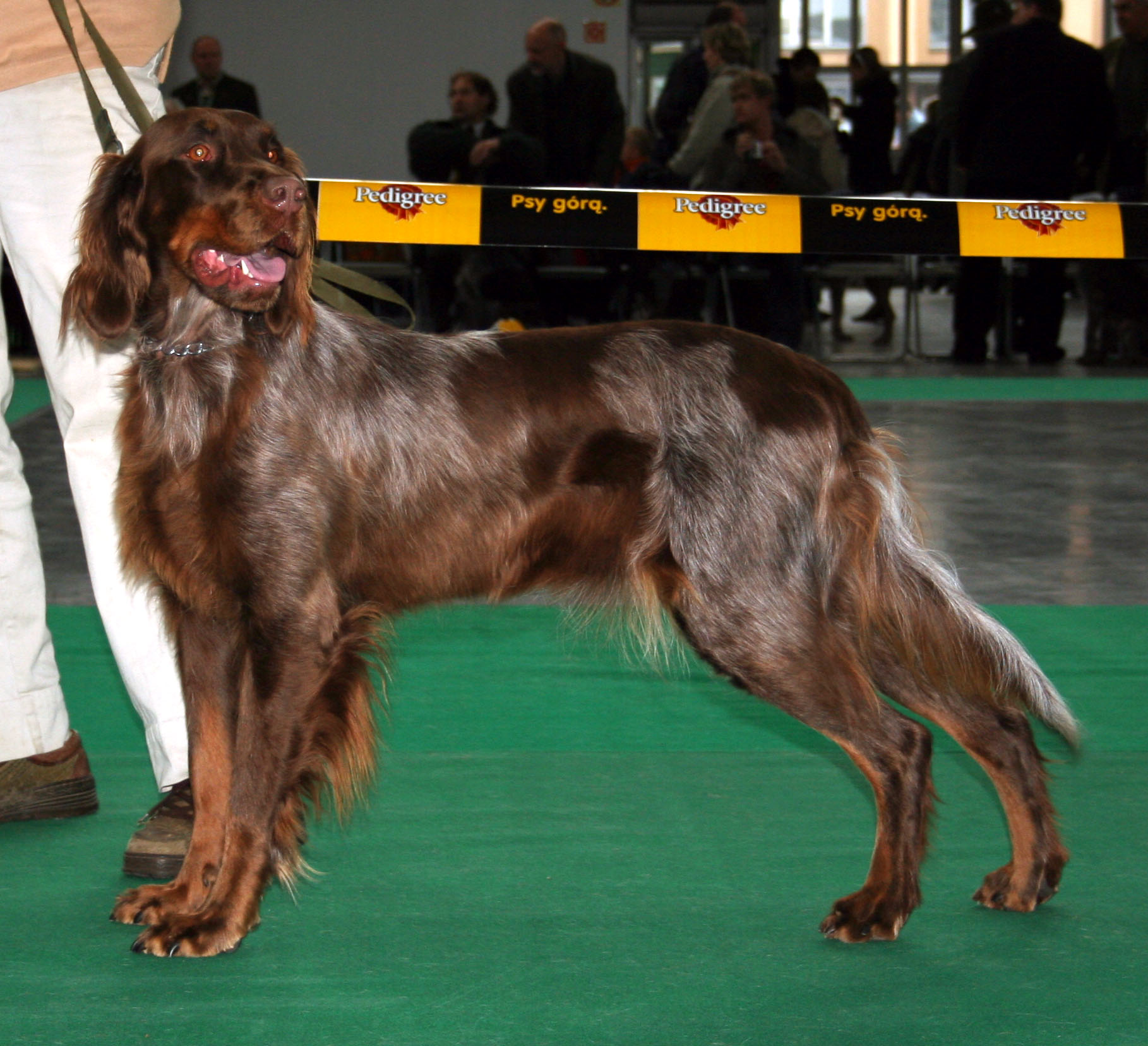
Spaniel picardo

### Perros levantadores de caza

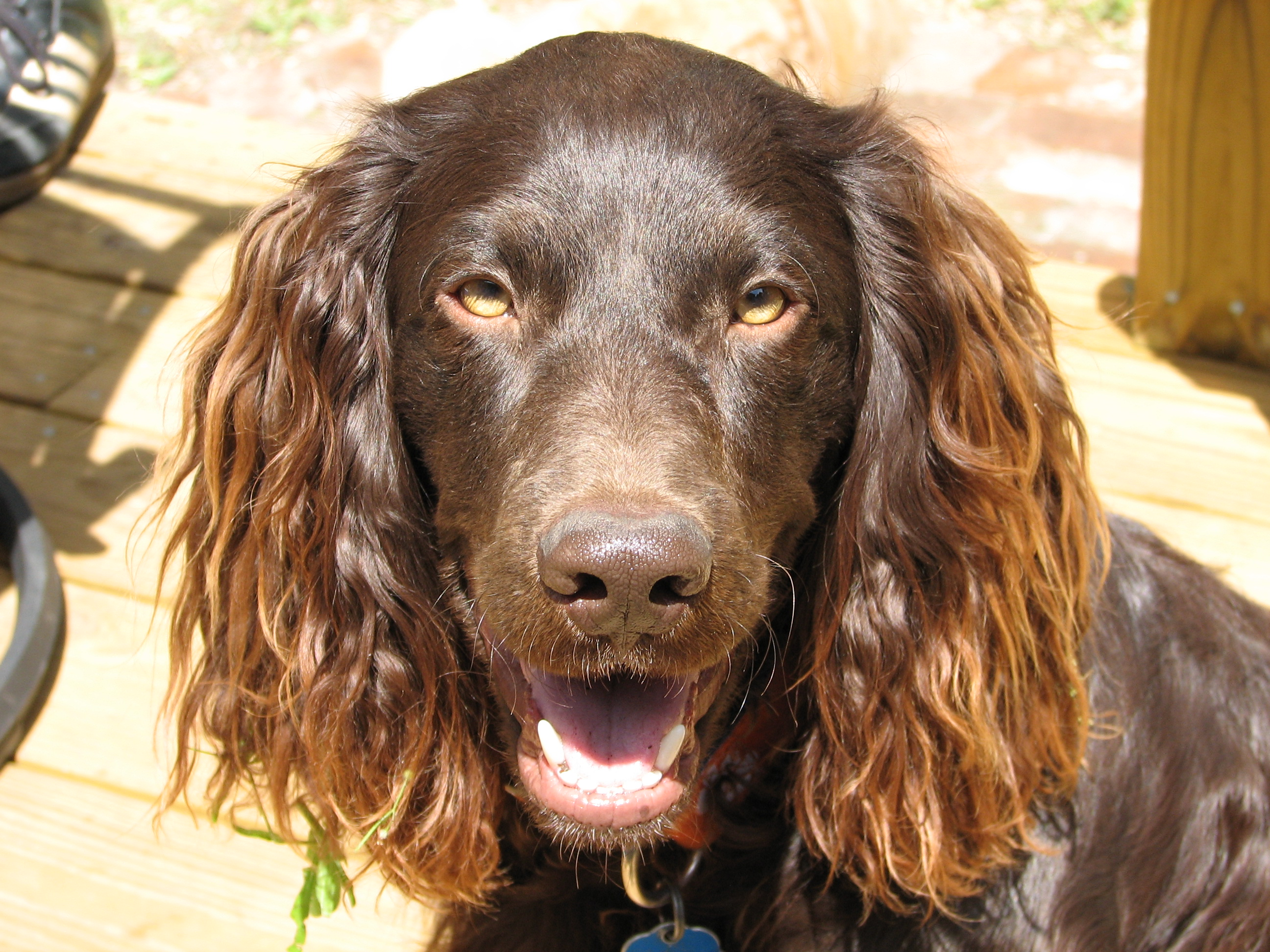
Boykin Spaniel (no reconocido por la FCI)
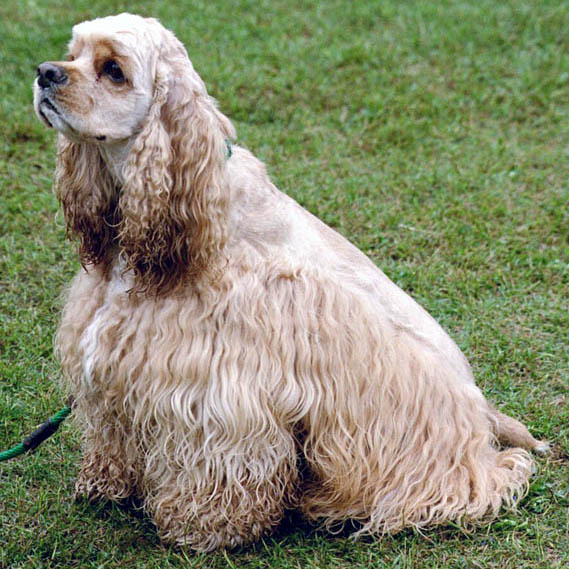
Cocker americano
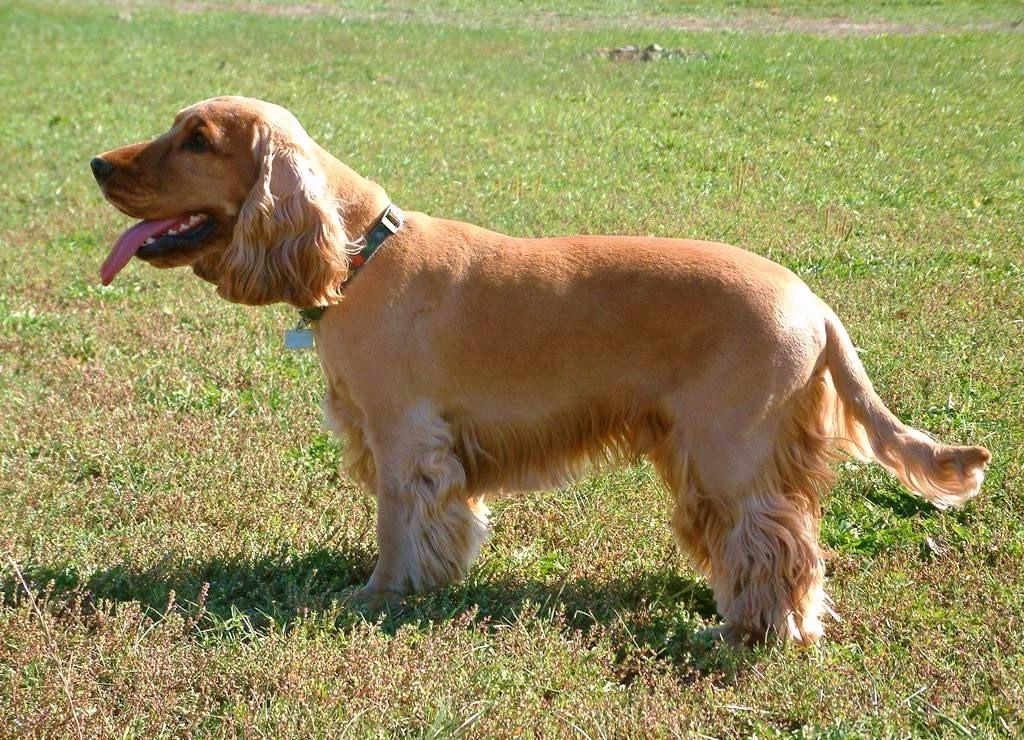
Cocker spaniel inglés
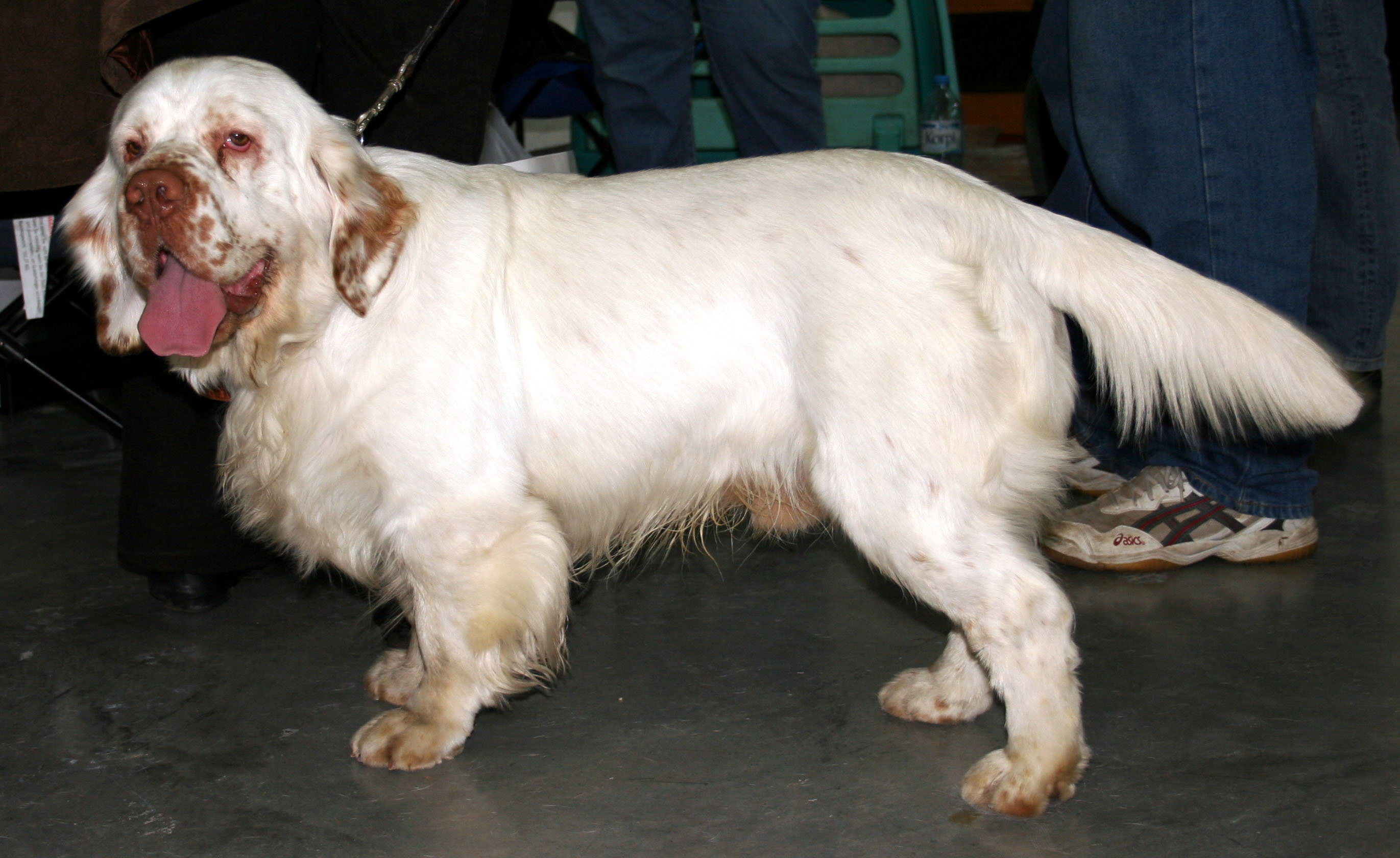
Clumber spaniel
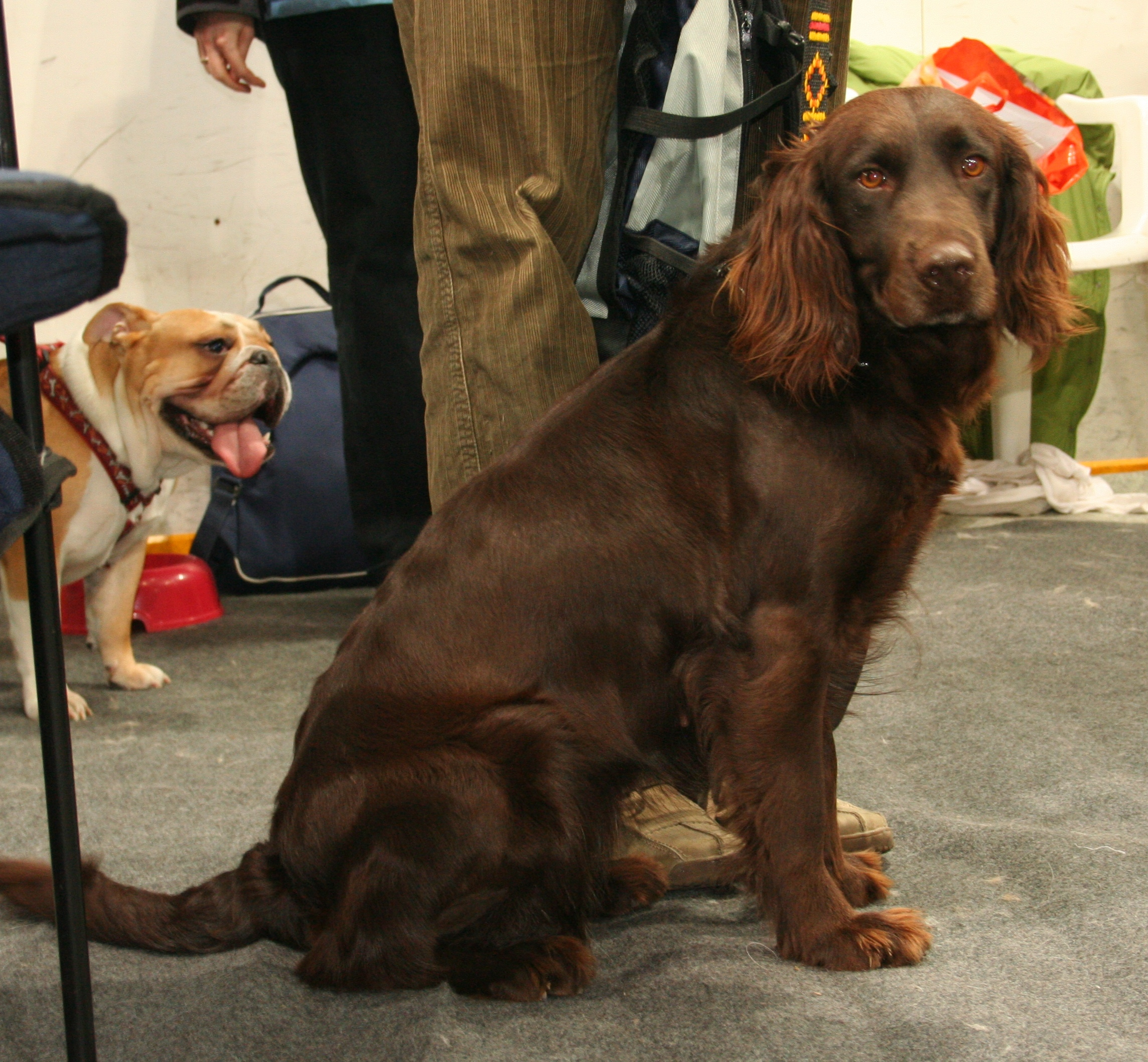
Spaniel alemán
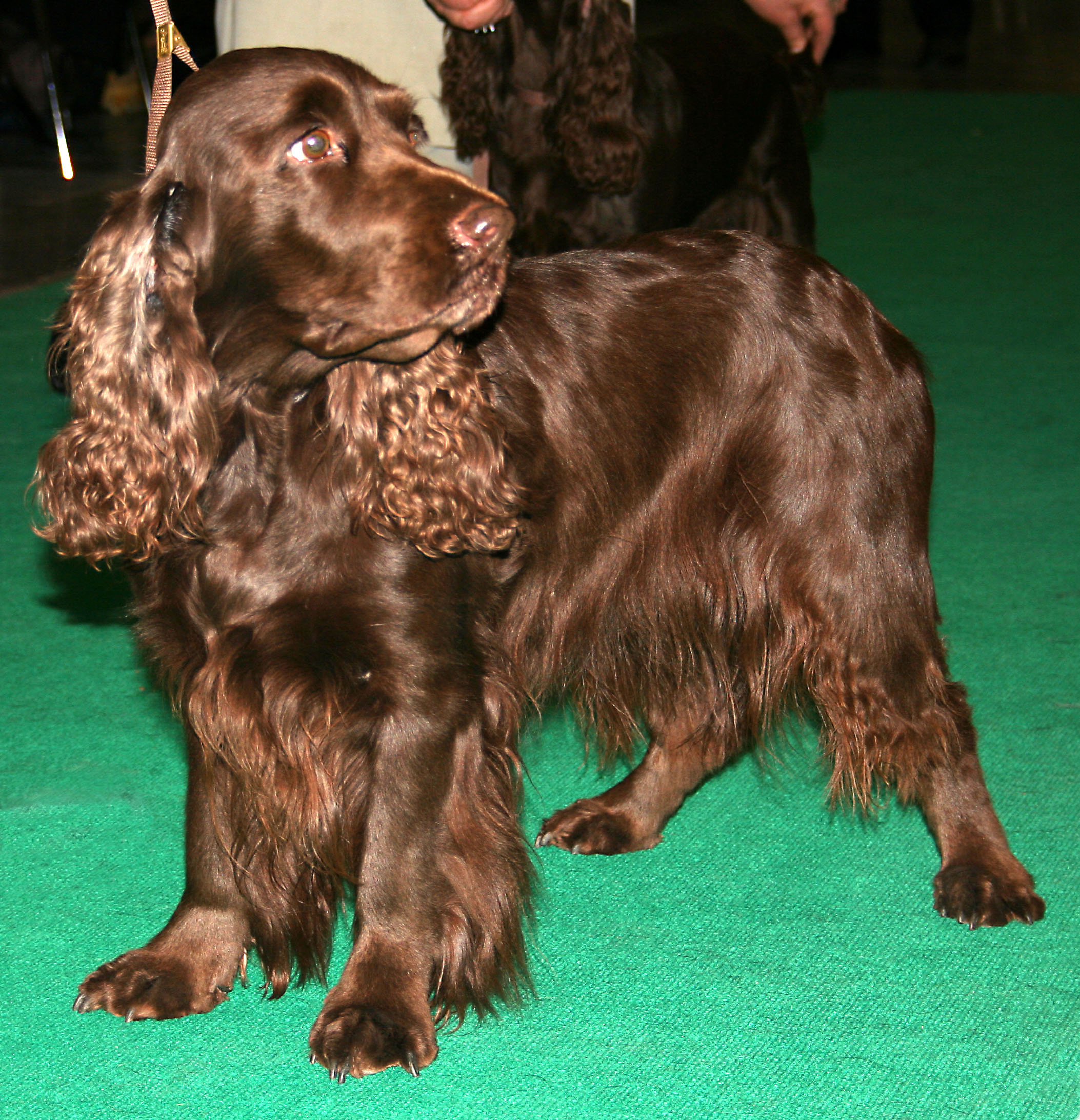
Spaniel de campo
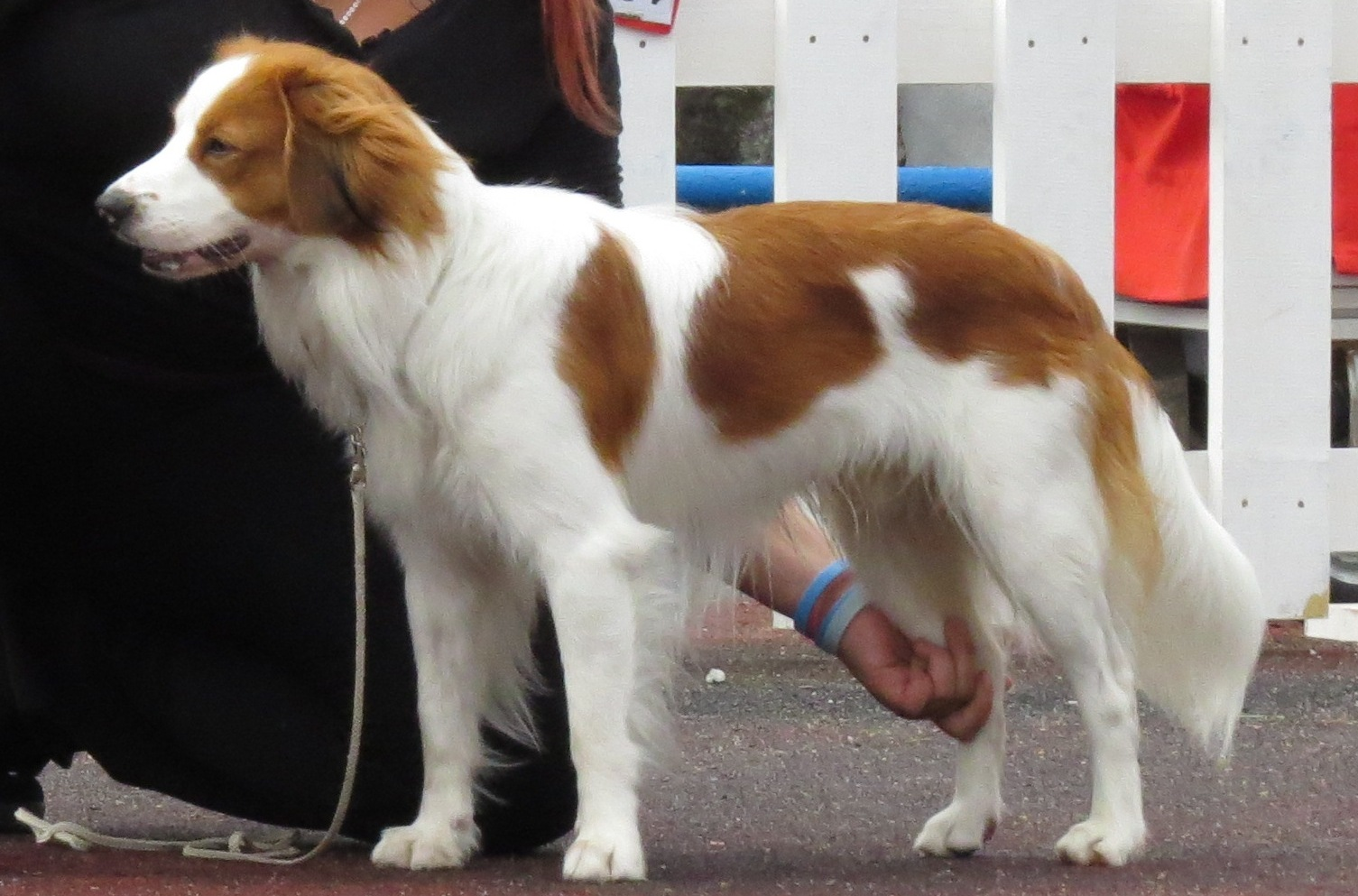
Spaniel holandés
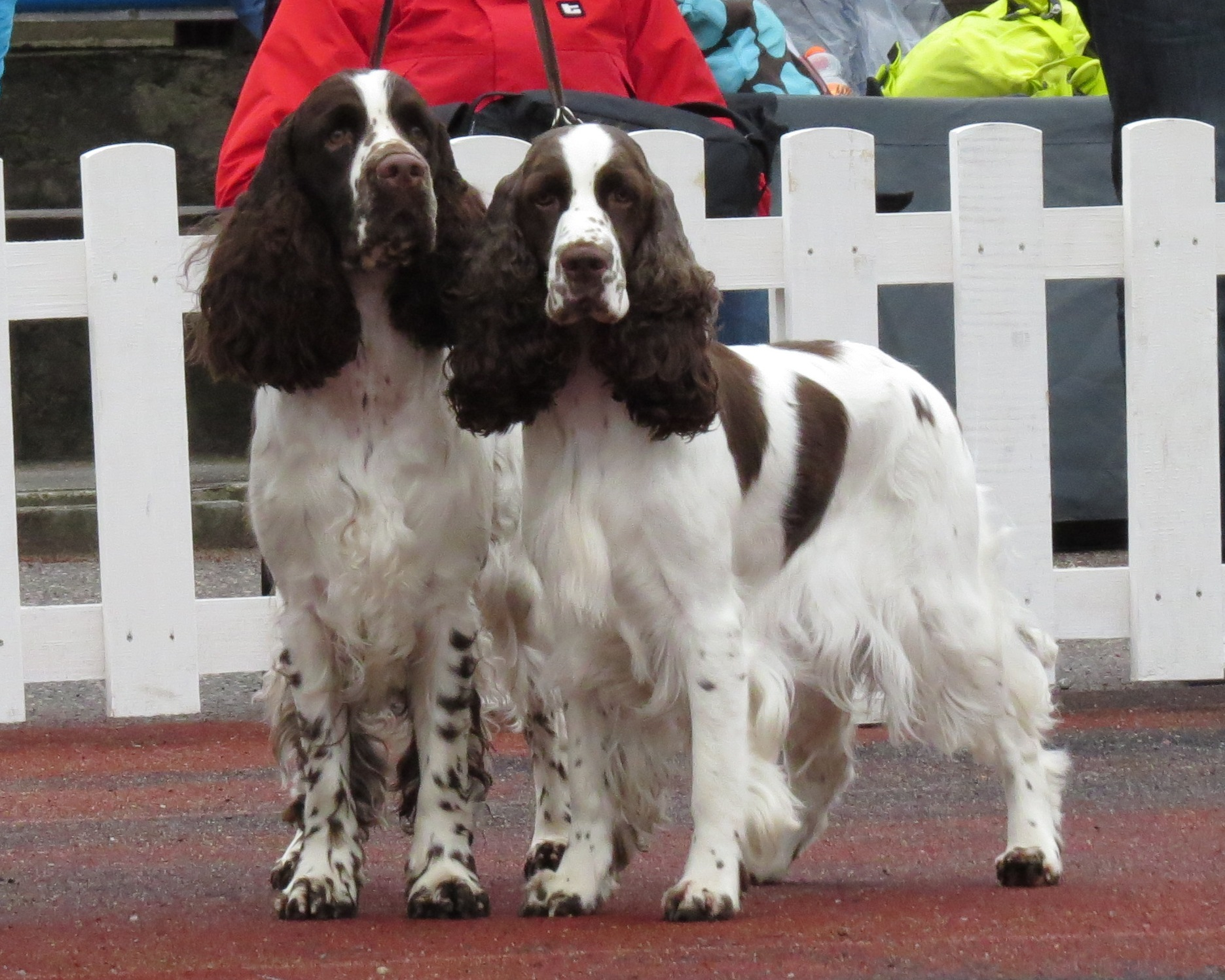
Springer spaniel inglés
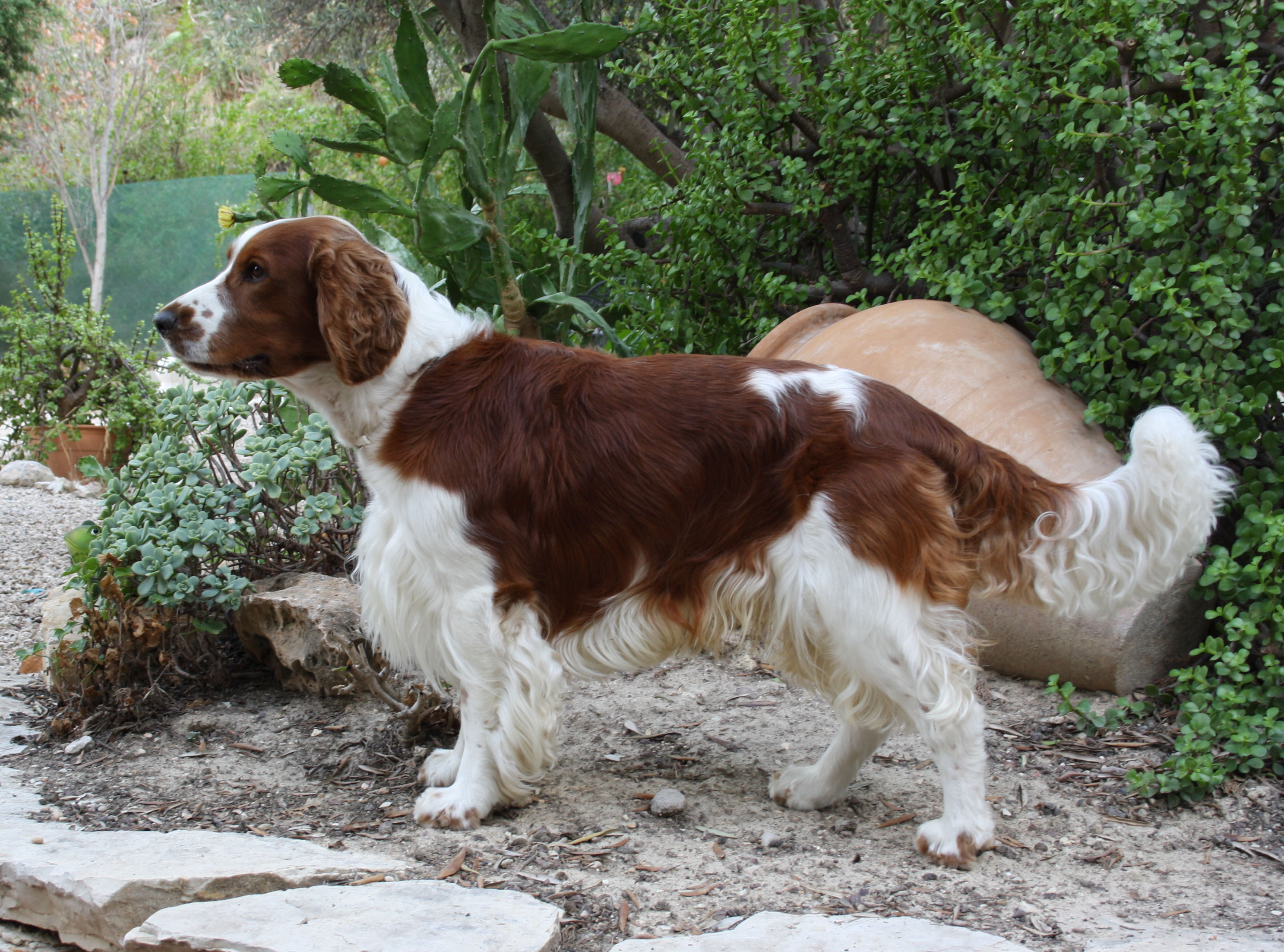
Springer spaniel galés
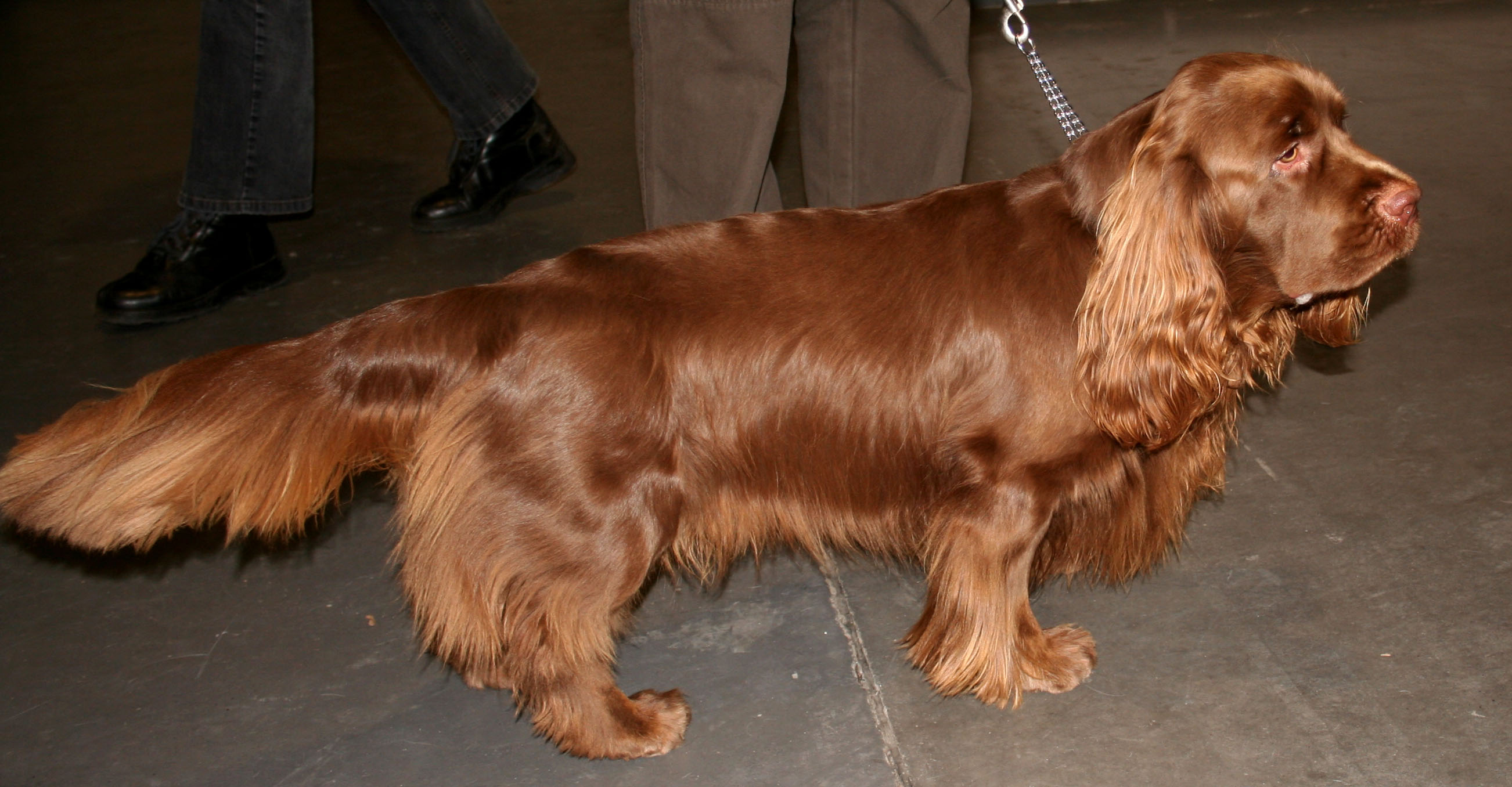
Sussex spaniel

### Perros de agua

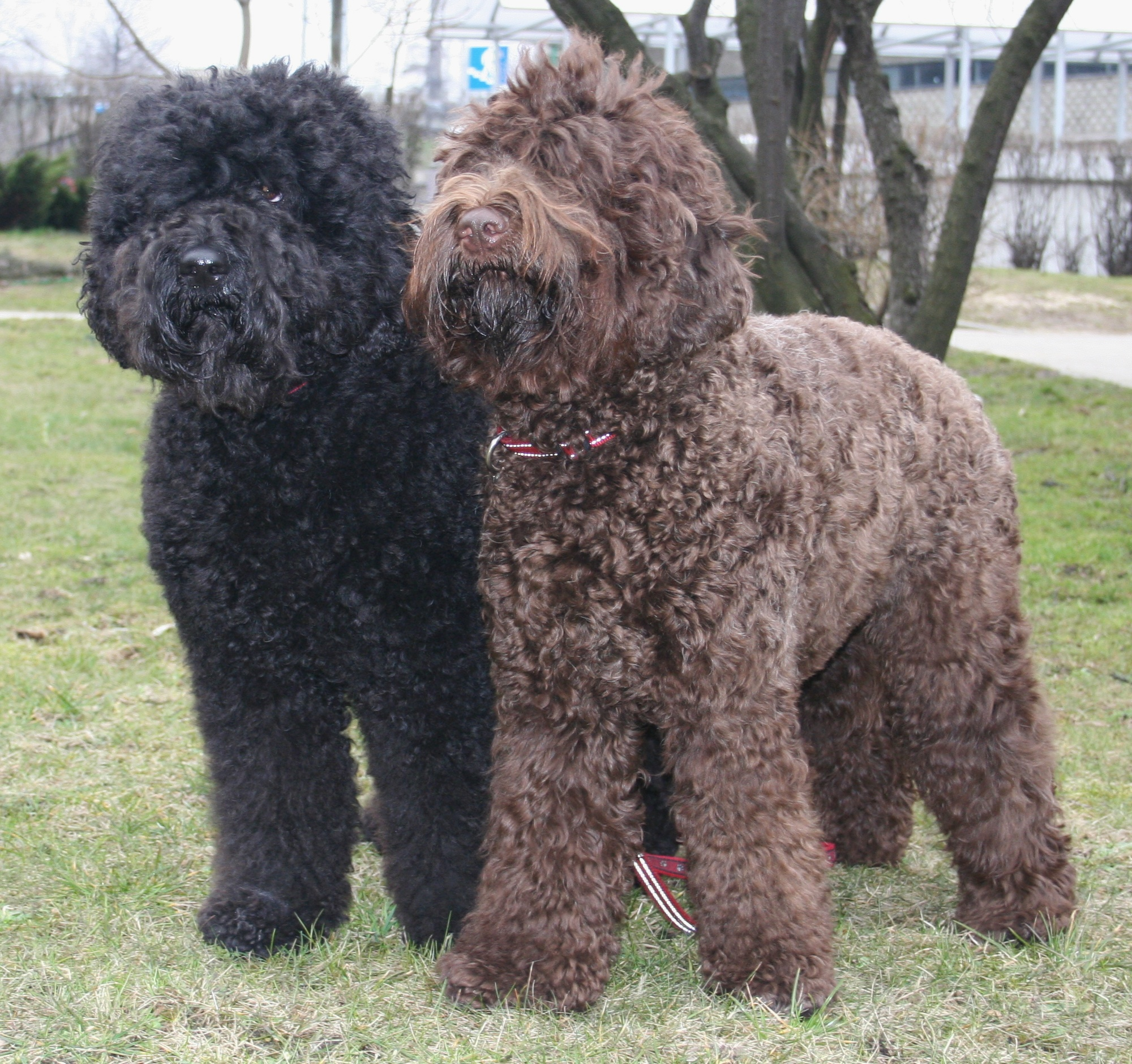
Barbet
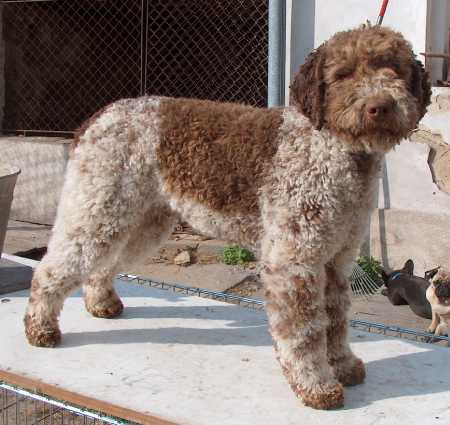
Lagotto romagnolo
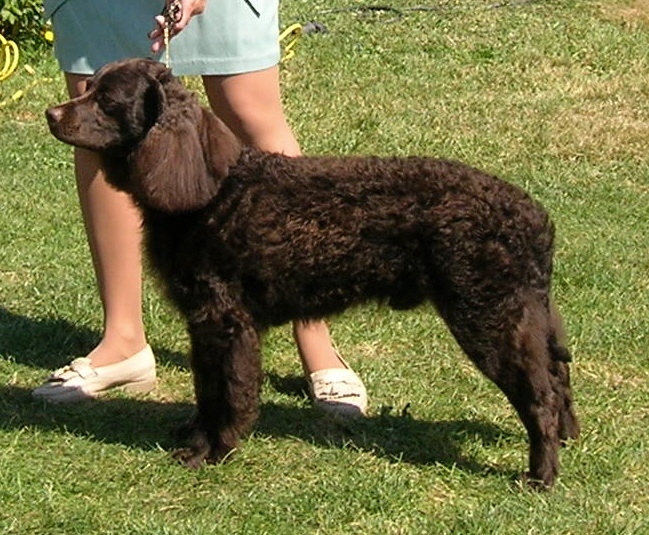
Perro de agua americano
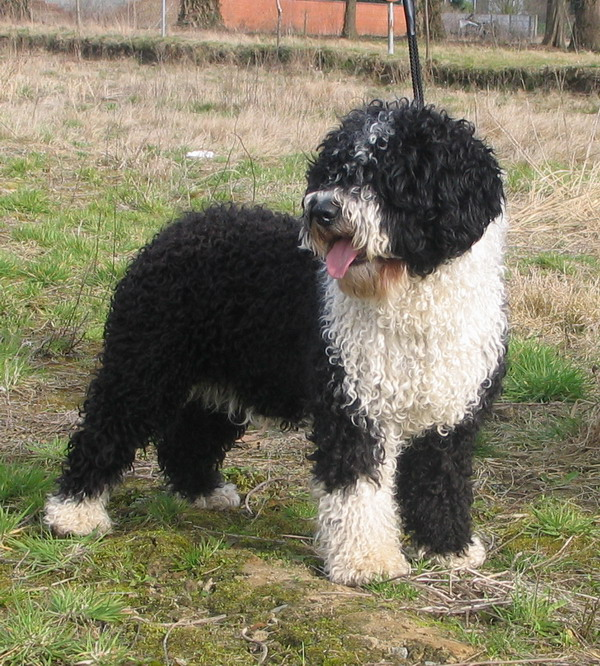
Perro de agua español
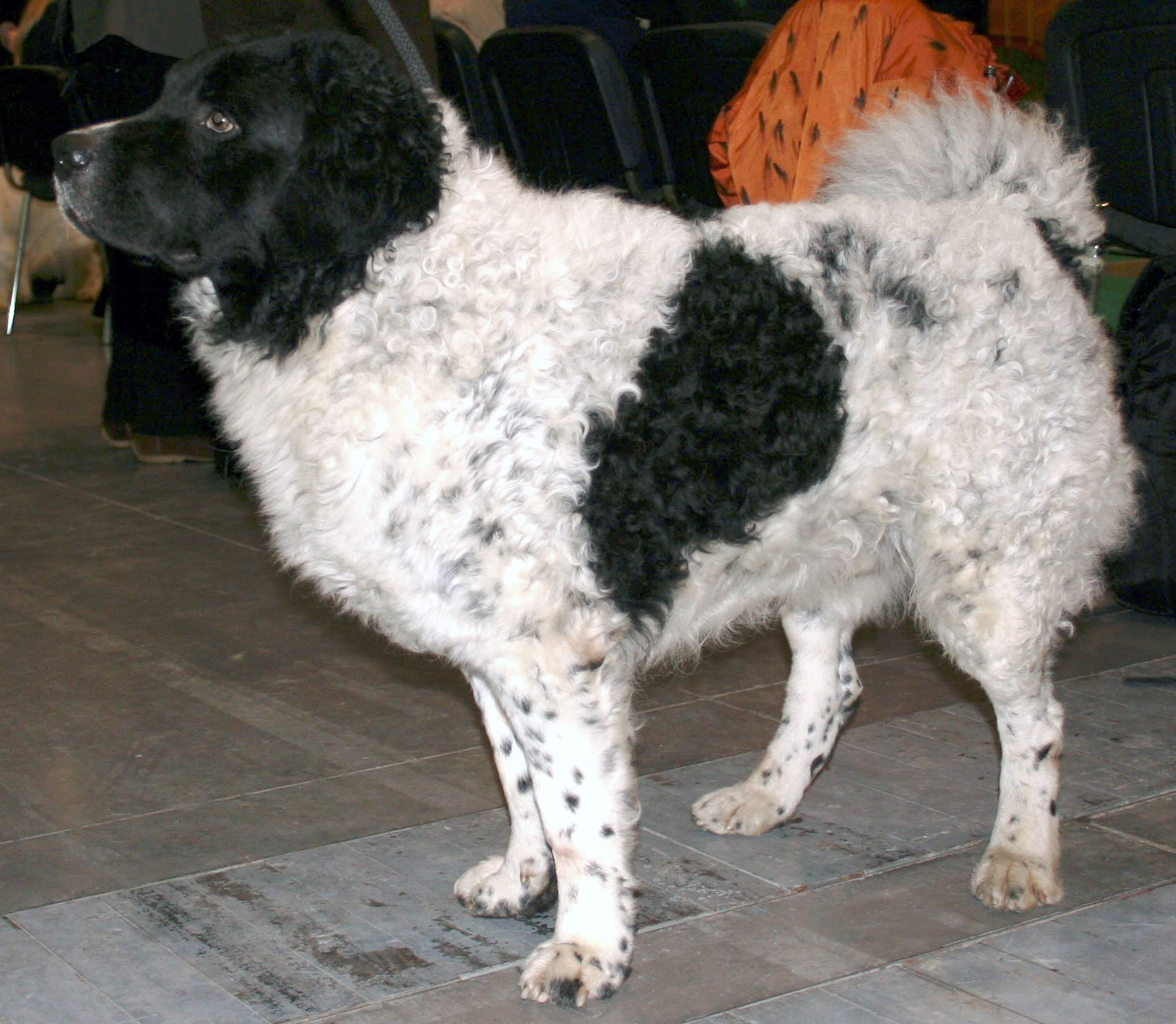
Perro de agua frisón
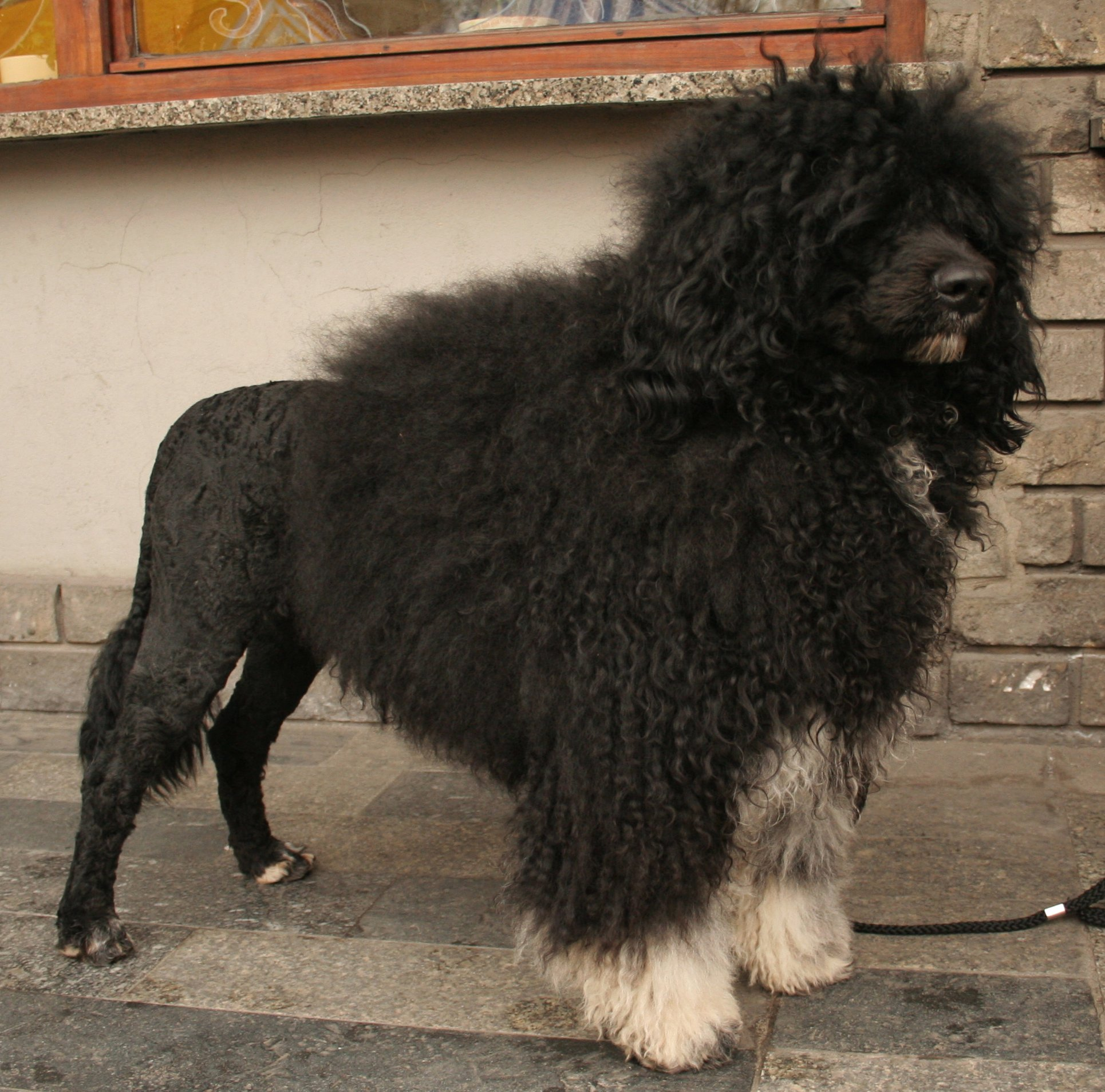
Perro de agua portugués
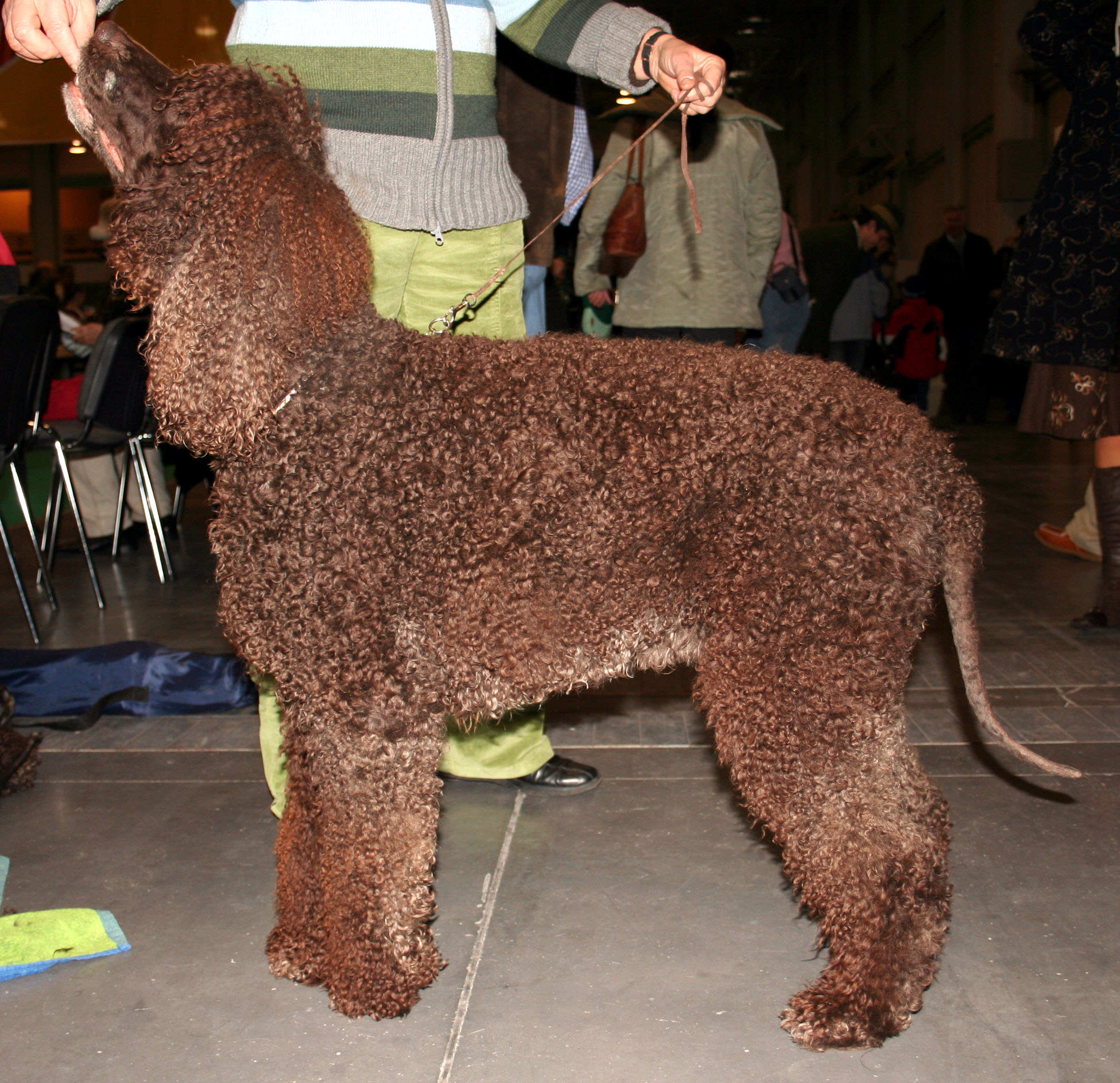
Perro de agua irlandés
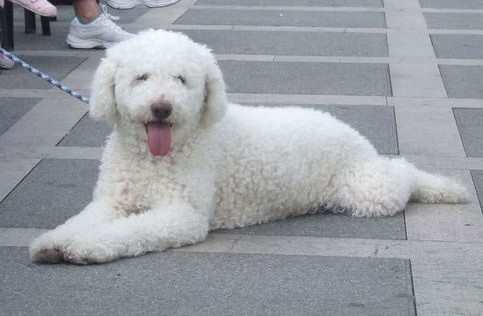
Perro de agua cantábrico (no reconocido por la FCI)

### Spaniels incluidos en el Grupo IX

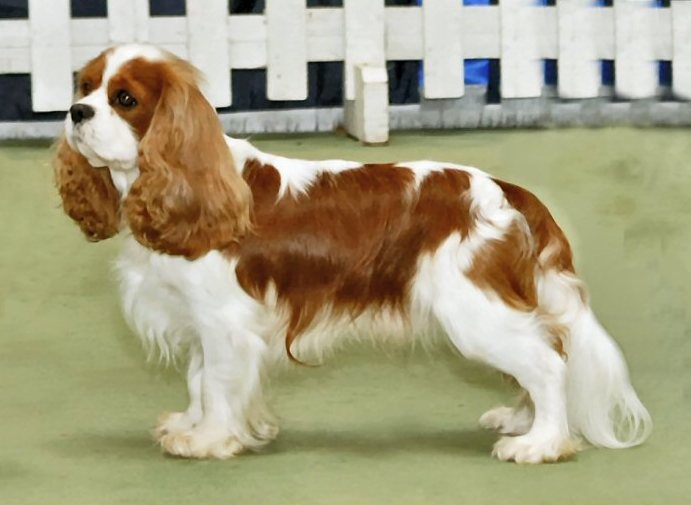
Cavalier King Charles spaniel
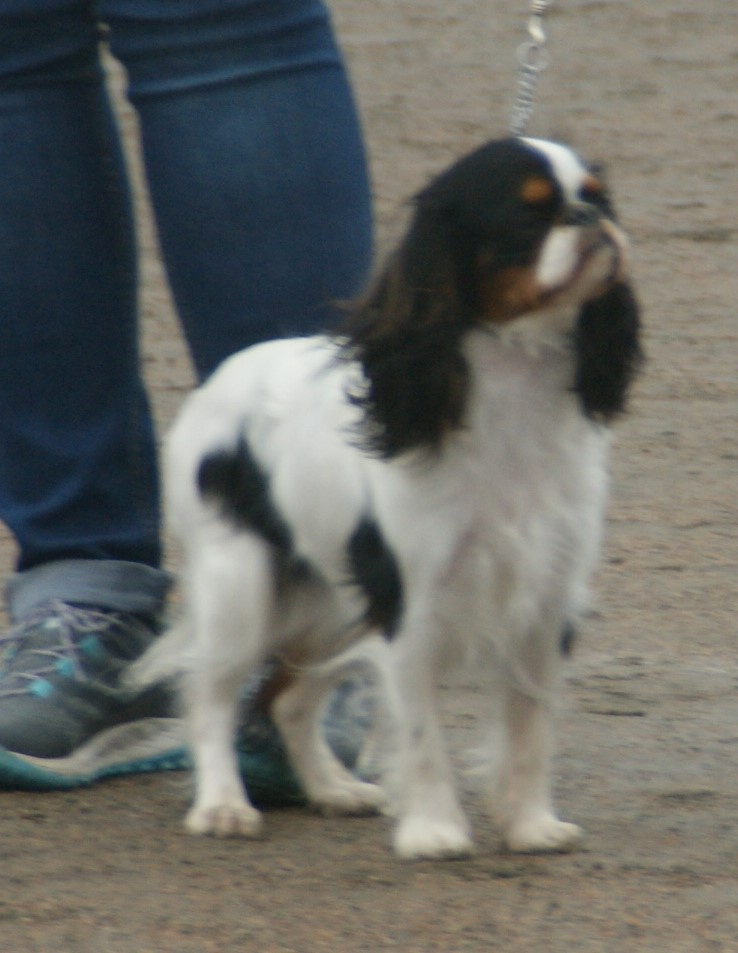
Toy spaniel inglés
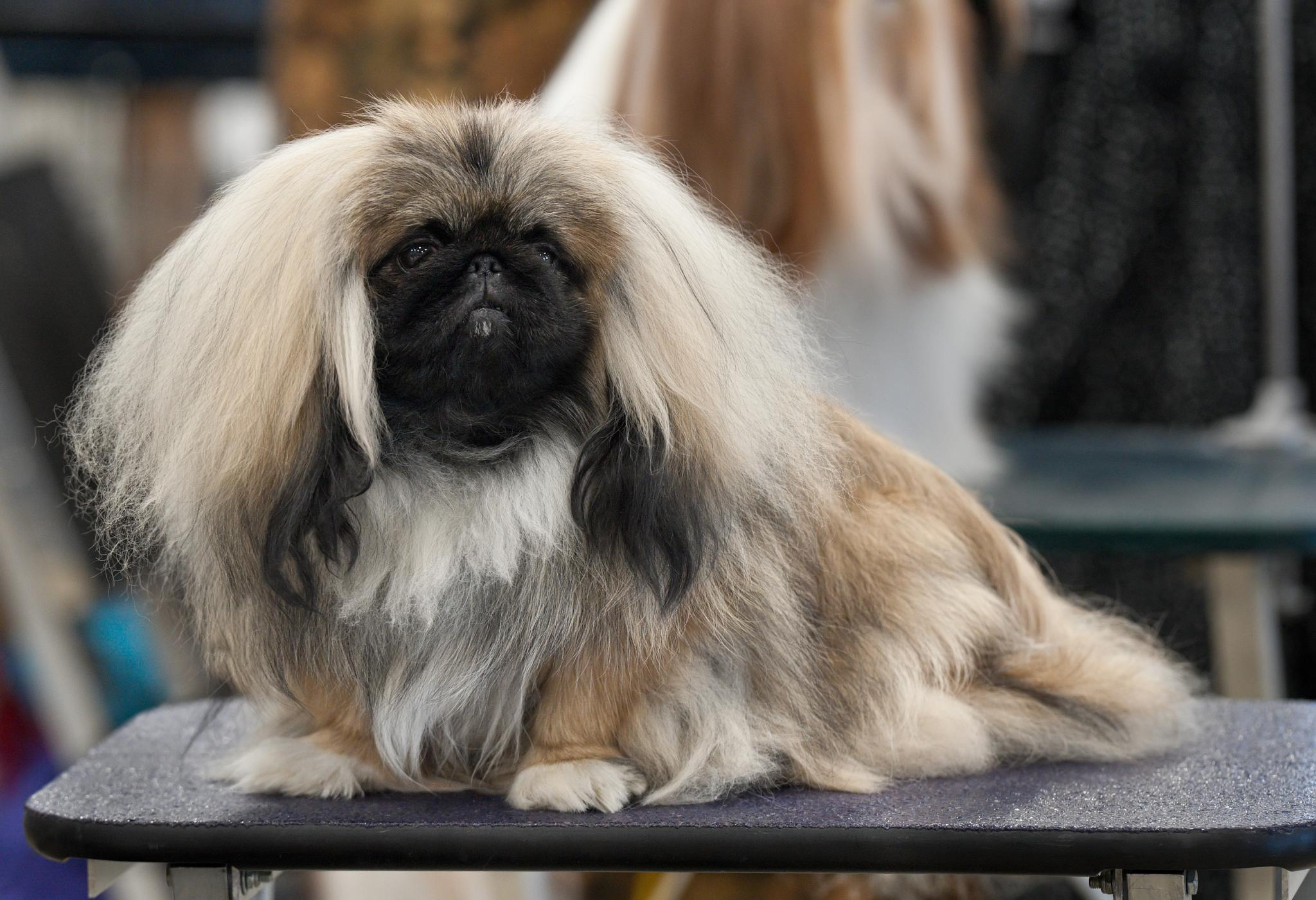
Pekinés
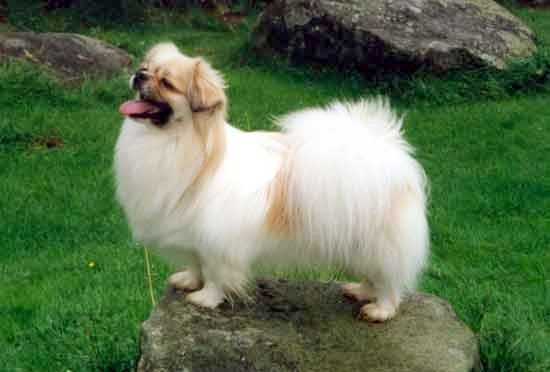
Spaniel tibetano
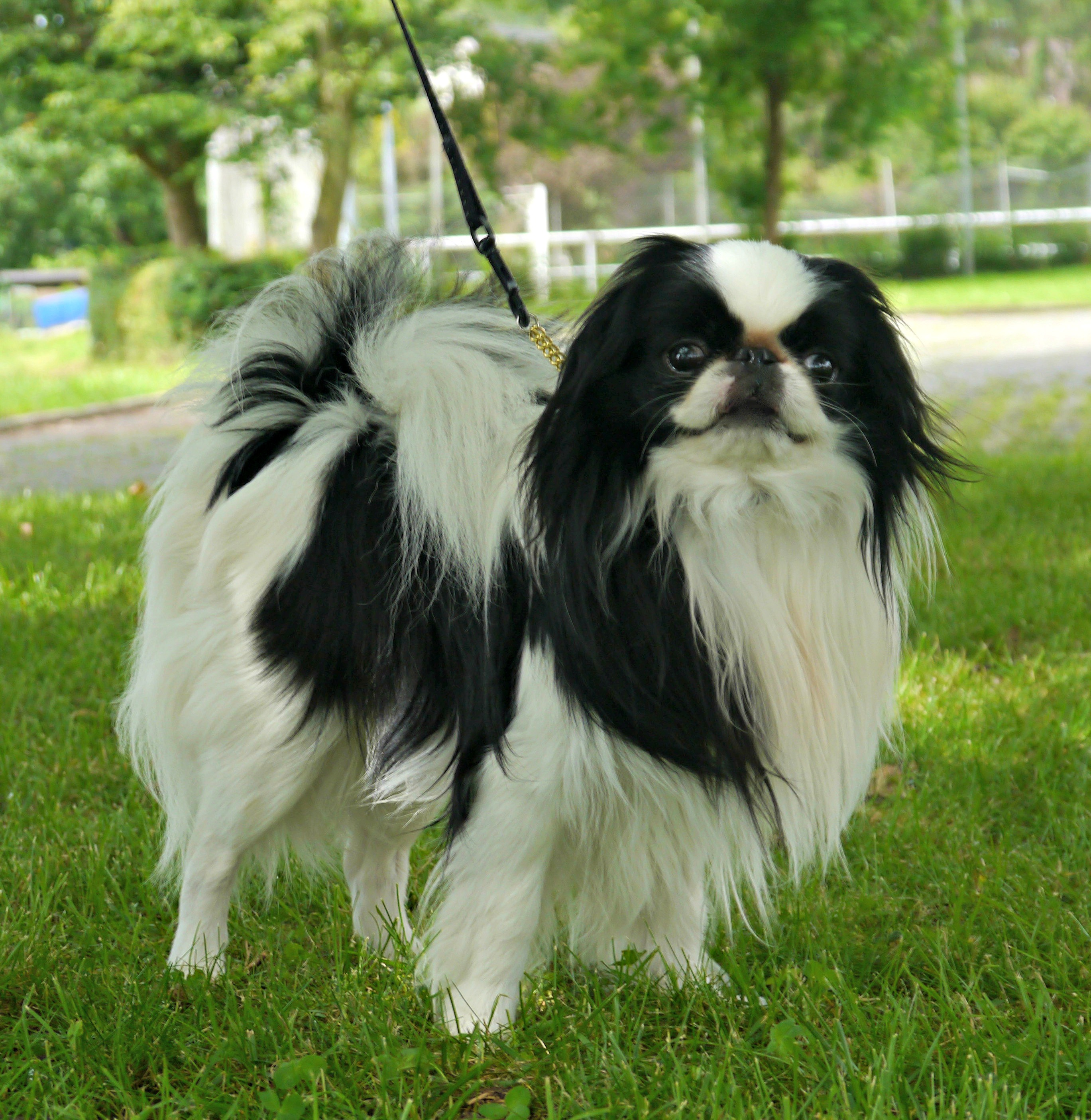
Spaniel japonés o Chin
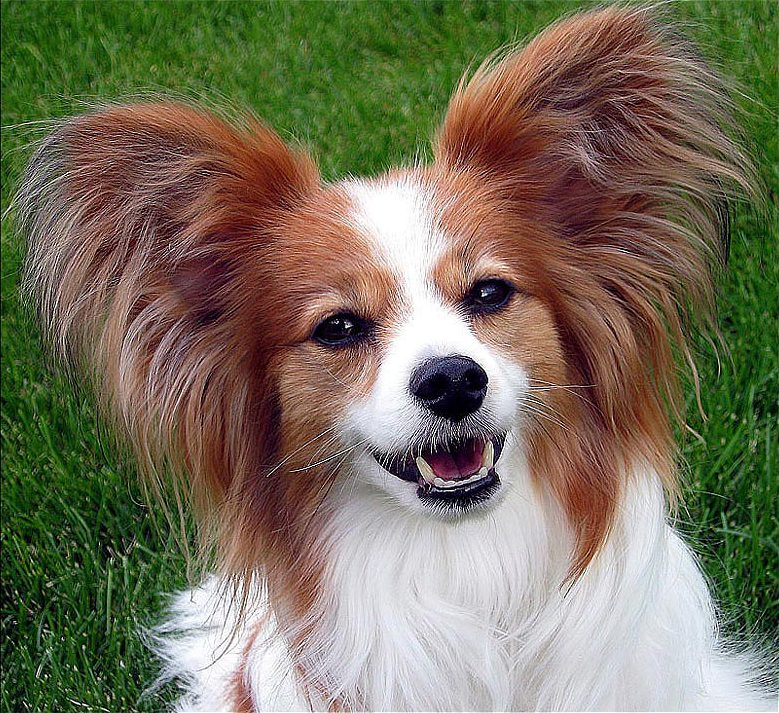
Papillón
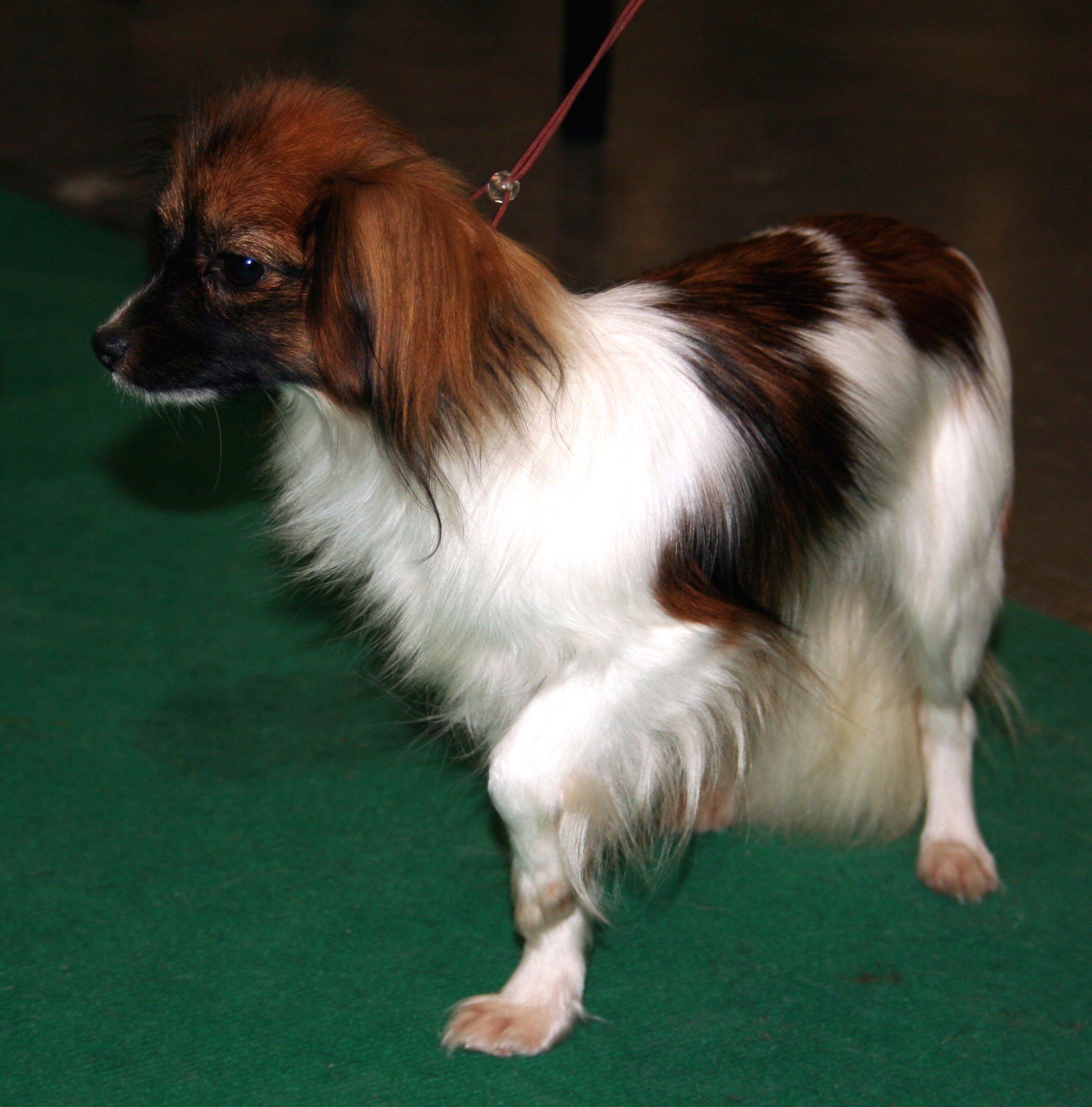
Phalène